# Lübesse
Lübesse là một đô thị ở huyện Ludwigslust, bang Mecklenburg-Vorpommern, Đức. Đô thị này có diện tích 19,93 km², dân số thời điểm 31 tháng 12 là 776 người.